# San Martín Lachilá
San Martín Lachilá es una localidad del estado mexicano de Oaxaca. Es cabecera del municipio de San Martín Lachilá.

## Demografía
| Censo | Población |
| ----- | --------- |
| 1900  | 725       |
| 1910  | 801       |
| 1921  | 676       |
| 1930  | 612       |
| 1940  | 694       |
| 1950  | 750       |
| 1960  | 943       |
| 1970  | 1034      |
| 1980  | 1028      |
| 1990  | 1350      |
| 1995  | 1286      |
| 2000  | 1198      |
| 2005  | 962       |
| 2010  | 1066      |
| 2020  | 1034      |